# Zolderkoningin
Zolderkoningin is een Nederlandse korte kinderfilm uit 2004, geregisseerd door Sytske Kok en geschreven door Mylène Gordinou de Gouberville. De cast bestaat uit Julia Plaisier, Bo Bojoh en Lettie Oosthoek.
De film werd geproduceerd door Phanta Vision Film International, producent Petra Goedings, in coproductie met KRO Jeugd, coproducent Jan-Willem Bult.  Gefinancierd door KRO en het STIFO in het kader van het project Kind en Kleur.

## Verhaallijn
Als een moderne Assepoester doet Lies alles wat haar gemene moeder haar opdraagt, zoals schoonmaken en eten koken. Aangezien haar moeder een hekel heeft aan lawaai, heeft ze de demente oma van Lies opgesloten op zolder. Lies houdt oma vaak gezelschap en samen dromen ze ervan om de koningin te ontmoeten. Een gedichtenwedstrijd op school biedt die mogelijkheid, maar het gemene buurmeisje van Lies gooit roet in het eten. 